# L'ultima parola
L'ultima parola è stato un programma televisivo italiano di genere talk show, condotto da Gian Luigi Paragone e trasmesso su Rai 2, dal 15 gennaio 2010 al 14 giugno 2013, per un totale di 120 puntate. La scenografia era di Alessandro Galasso, la regia di Rinaldo Gaspari.

## Storia del programma
Il programma nasce da un'idea di Gianluigi Paragone e del produttore esecutivo Michele Ercelli, come rubrica televisiva di approfondimento delle tematiche politiche, prendendo il posto della trasmissione L'era glaciale di Daria Bignardi.
La prima edizione prende il via venerdì 15 gennaio 2010 segnando nella sua serata inaugurale uno share del 5,98%, migliorando via via in termini d'ascolto fino a raggiungere picchi superiori al 10% in più di una puntata.
Il 2 marzo 2010 a seguito del provvedimento del Consiglio di amministrazione della RAI, che sospendeva tutti i talk-show della televisione pubblica lungo tutto il periodo elettorale, tra questi Annozero, Ballarò e Porta a Porta, il programma chiude temporaneamente le trasmissioni fino al 2 aprile.
Nella puntata del 16 aprile 2010 ci fu una lite tra l'onorevole Italo Bocchino e Maurizio Lupi, entrambi esponenti di spicco del Popolo delle Libertà ma di diverse correnti.
La seconda edizione del programma prende il via venerdì 17 settembre 2010. Si amplia la squadra degli inviati divisi tra la redazione di Milano e quella di Roma: Giulia Cazzaniga, Stefania Cioce, Giuseppe Ciulla, Giorgia Fargion, Silvia Giacometti, Alessio Lasta, Monica Raucci, Vittorio Romano. Agli autori della prima stagione si aggrega Giommaria Monti.
Alla trasmissione si aggiunge anche uno spazio di dialogo e di anteprima dei temi della puntata pensato per il web e trasmesso sul sito del programma ogni venerdì alle 16.15. Condotto da Giulia Cazzaniga, fornisce anticipazioni sulla puntata e apre spazi di discussione con gruppi di utenti internet che possono interagire in tempo reale.
Nella puntata del 3 dicembre 2010 la trasmissione ospita Aldo Busi dopo la censura nei suoi confronti da parte della Rai per aver espresso le proprie opinioni sul Papa all'Isola dei famosi.
La puntata del 16 settembre 2011 andrà in onda in prima serata come speciale.
Nella puntata del 30 settembre 2011 Gianluigi Paragone suona con la chitarra e canta, insieme al pubblico, la canzone Dio è morto di Francesco Guccini.
Nella puntata del 14 gennaio 2011 in occasione del referendum di Mirafiori la trasmissione va in onda in diretta facendo registrare il record di ascolti, con 1.053.000 telespettatori e uno share del 14,33%. Il 28 gennaio 2011 la trasmissione segna un nuovo record di ascolti con 1.145.000 e uno share al 15.19%.

## Puntate

### Prima edizione

#### Ascolti
Le puntate della prima stagione andavano in replica l'indomani su Rai Extra. Il minimo share richiesto al programma era il 9% per non subire una chiusura anticipata. Durante le Elezioni regionali del 2010 fu costretta ad interrompere le trasmissioni, per rispettare la par condicio; si ipotizzò la sostituzione del talk-show del venerdì con una versione notturna del Fatto del giorno di Monica Setta. Tuttavia si optò alla chiusura momentanea dopo il 19 febbraio. Dovette attendere fino al 2 aprile per riprendere la regolare messa in onda del programma. Tra i corrispondenti esterni del programma c'erano Giulia Foschini, Vittorio Romano, Giuseppe Ciulla, Alessio Lasta.
| Puntata | Puntata                            | Messa in onda    | Ospiti | Telespettatori | Share  | Fonte  |
| ------- | ---------------------------------- | ---------------- | --- | -------------- | ------ | ------ |
| 1       | Ingiustizie italiane               | 15 gennaio 2010  | | 556 000        | 5,98%  |        |
| 2       | Non è un paese per neri?           | 22 gennaio 2010  | | N.D.           | 5,69%  |        |
| 3       | Sinistra, come sei caduta in basso | 29 gennaio 2010  | | 628 000        | 7,45%  |        |
| 4       | L’intoccabile Di Pietro            | 5 febbraio 2010  | Maurizio Lupi, Luigi De Magistris, Clemente Mastella, Francesco Boccia                                                                                   | 646 000        | 6,91%  | [ 16 ] |
| 5       | Chiacchiere                        | 12 febbraio 2010 | Luca Telese, Alba Parietti, Vittorio Sgarbi, Gaetano Pecorella, Maurizio Belpietro, Nicola Latorre                                                       | 916 000        | 10,81% | [ 16 ] |
| 6       | Ghetto Italia                      | 19 febbraio 2010 | Mariastella Gelmini, Piero Sansonetti, Vittorio Feltri, Paolo Ferrero, Flavio Tosi, Marta Vincenzi                                                       | 645 000        | 7,69%  | [ 16 ] |
| 7       | Le tre Italie                      | 2 aprile 2010    | Vincenzo De Luca, Maurizio Belpietro, Leoluca Orlando, Francesco Storace, Luca Zaia                                                                      | 987 000        | 9,64%  | [ 16 ] |
| 8       | Sud, chiagne e....                 | 9 aprile 2010    | Attilio Fontana, Italo Bocchino, Antonio Panzeri, Vittorio Sgarbi, Luca Telese, Alessandro Sallusti, Enrico Bracalente, Michele Emiliano                 | 816 000        | 7,67%  | [ 16 ] |
| 9       | Fini se ne va?                     | 16 aprile 2010   | Maurizio Lupi, Italo Bocchino, Adolfo Urso e altri | 1 041 000      | 10,45% |        |
| 10      | Suicidio in diretta                | 23 aprile 2010   | Maurizio Belpietro, Vittorio Feltri, Roberto Cota, Lucia Annunziata, Nicola Latorre, Marco Follini                                                       | 1 115 000      | 10,54% | [ 16 ] |
| 11      | Tragedia Greca                     | 30 aprile 2010   | Maurizio Sacconi, Daniele Capezzone, Debora Serracchiani, Oscar Giannino, Bruno Tabacci, Giorgio Cremaschi, Giorgio Guerini, Giacomo Stucchi             | 645 000        | 7,94%  | [ 16 ] |
| 12      | Casa dolce Casa                    | 7 maggio 2010    | Vittorio Feltri, Enrico Mentana, Michela Vittoria Brambilla, Michele Emiliano, Adolfo Urso, Flavio Tosi                                                  | 908 000        | 10,74% | [ 16 ] |
| 13      | Mattonate                          | 14 maggio 2010   | Massimiliano Parente, Maurizio Belpietro, Peter Gomez, Ignazio Marino, Maurizio Gasparri, Roberto Cota, Vincenzo De Luca                                 | 730 000        | 8,36%  | [ 16 ] |
| 14      | Parolai                            | 20 maggio 2010   | Alessandro Sallusti, Peter Gomez, Federica Guidi, Luca Zaia, Michele Emiliano, Daniela Santanchè, Alessandro Sallusti, Oliviero Beha, Michele Vietti     | 472 000        | 7,05%  | [ 16 ] |
| 15      | La dieta di Giulio                 | 28 maggio 2010   | Diego Della Valle, Fabrizio Rondolino, Massimo Calearo Ciman, Ignazio Marino, Maurizio Belpietro, Roberto Cota, Giorgio Stracquadanio, Giorgio Cremaschi | 627 000        | 8,70%  | [ 16 ] |
| 16      | Italietta                          | 4 giugno 2010    | Danilo Gallinari, Laura Ravetto, Vittorio Sgarbi, Francesco Boccia, Vittorio Feltri, Alba Parietti, Oliviero Beha, Flavio Tosi                           | 632 000        | 10,58% | [ 16 ] |
| Media   | Media                              | Media            | Media | 770 111        | 9,06%  |        |

### Seconda edizione
Nell'antemprima vengono mostrati frammenti dei telegiornali di tutte le reti. I sondaggi sono curati da IPR marketing di Antonio Noto. Enrico Lucci è l'inviato speciale della trasmissione per una puntata. I servizi e i collegamenti esterni erano firmati da Stefania Cioce, Alessio Lasta, Vittorio Romano, Silvia Giacometti, Giuseppe Ciulla, Giorgia Fargion, Monica Raucci, Caris Vanghetti. I commenti a fine puntata per la rubrica "L'Italia secondo Tommy" del 'filosofo della strada' Tommaso Calabrese. Alle ore 16.15 dello stesso giorno del programma è in diretta sul web il mini-format "Backstage", condotto da Giulia Cazzaniga.
| Puntata | Puntata                        | Messa in onda     | Ospiti | Telespettatori | Share  | Fonte  |
| ------- | ------------------------------ | ----------------- | --- | -------------- | ------ | ------ |
| 1       | Infamie                        | 17 settembre 2010 | Lucia Annunziata, Vittorio Feltri, Peter Gomez, Enrico Mentana, Vittorio Sgarbi, Pietrangelo Buttafuoco, Filippo Rossi                                                                       | 881 000        | 10,28% | [ 27 ] |
| 2       | L'odio                         | 24 settembre 2010 | Emilio Fede, Maurizio Belpietro, Luca Telese, Enzo Raisi, Francesco Storace, Flavia Perina, Giorgio Mulè, Nicola Latorre                                                                     | 870 000        | 9,52%  | [ 29 ] |
| 3       | Parole di fuoco                | 1º ottobre 2010   | Maurizio Belpietro, Roberto Cota, Maurizio Gasparri, Nicola Latorre, Chiara Moroni, Bianca Berlinguer, Giampaolo Pansa                                                                       | 772 000        | 8,63%  | [ 31 ] |
| 4       | Massacrate                     | 8 ottobre 2010    | Izzeddin Elzir, Gad Lerner, Maria Giovanna Maglie, Ignazio Marino, Matteo Salvini, Daniela Santanchè                                                                                         | 863 000        | 9,97%  | [ 33 ] |
| 5       | De-generazione Italia          | 15 ottobre 2010   | Mauro Masi, Guido Crosetto, Peter Gomez, Giorgio Merlo, Alessandro Sallusti, Vittorio Sgarbi, Francesco Rutelli, Giuseppe Valditara, Roberto Cota, Giorgio Merlo, Adolfo Urso                | 1 250 000      | 8,98%  | [ 35 ] |
| 6       | Sarah l'ultimo strazio         | 22 ottobre 2010   | Maurizio Belpietro, Monica Setta, Stefano Zecchi, Annamaria Bernardini De Pace, Camillo Langone, Massimo Bernardini                                                                          | 769 000        | 10,64% | [ 37 ] |
| 7       | Spazzatura                     | 29 ottobre 2010   | Gabriele Albertini, Maurizio Belpietro, Vincenzo De Luca, Peter Gomez, Flavio Tosi, Ruby Rubacuori, Daniela Santanchè, Annamaria Bernardini De Pace, Paolo Colonnello, Maria Giovanna Maglie | 859 000        | 12,03% | [ 39 ] |
| 8       | Silvio c'è?                    | 5 novembre 2010   | Viviana Beccalossi, Paolo Guzzanti, Enzo Raisi, Alessandro Sallusti, Matteo Salvini, Paola Binetti, Stefano Boeri e intervista a Lele Mora                                                   | 571 000        | 8,68%  | [ 41 ] |
| 9       | L'acqua alla gola              | 12 novembre 2010  | Matteo Colaninno, Roberto Formigoni, Oscar Giannino, Beppe Severgnini, Enrico Mentana, Luca Zaia, Roberto Paletti, Massimo Donadi, Giampaolo Gobbo                                           | 723 000        | 9,19%  | [ 43 ] |
| 10      | La Lega nel mirino             | 19 novembre 2010  | Pier Ferdinando Casini, Diego Della Valle, Roberto Maroni | 596 000        | 7,40%  | [ 45 ] |
| 11      | Guerriglia                     | 26 novembre 2010  | Maurizio Belpietro, Nunzia De Girolamo, Giampiero Mughini, Pancho Pardi, Debora Serracchiani, Flavio Tosi, Adolfo Urso                                                                       | 758 000        | 10,40% | [ 47 ] |
| 12      | Tetti d'ascolto                | 3 dicembre 2010   | Aldo Busi, Claudio Sabelli Fioretti, Alessandro Sallusti, Bruno Vespa, Maria Giovanna Maglie                                                                                                 | 598 000        | 8,21%  | [ 49 ] |
| 13      | La mafia che non esiste        | 10 dicembre 2010  | | 665 000        | 10,28% |        |
| 14      | Pirro sarà lei                 | 17 dicembre 2010  | Francesco Boccia, Roberto Cota, Maurizio Lupi, Adolfo Urso, Francesco Rutelli | 890 000        | 5,88%  | [ 52 ] |
| 15      | Fiat, il giorno della verità   | 14 gennaio 2011   | Roberto Cota, Roberto Formigoni, Oliviero Diliberto, Oscar Giannino, Marco Revelli, Giorgio Airaudo, Raffaele Bonanni, Nicola Latorre                                                        | 1 053 000      | 14,33% | [ 53 ] |
| 16      | Invito a scomparire            | 21 gennaio 2011   | Maurizio Gasparri, Giovanna Melandri, Adolfo Urso, Vittorio Sgarbi, Peter Gomez, Alessandro Sallusti                                                                                         | 1 036 000      | 11,64% | [ 55 ] |
| 17      | Telefono casa                  | 28 gennaio 2011   | Laura Ravetto, Paola Concia, Massimo Corsaro, Matteo Salvini, Carmelo Briguglio, Giulia Innocenzi, Oscar Giannino, Andrea Vianello                                                           | 1 145 000      | 15,19% | [ 56 ] |
| 18      | 1X2                            | 4 febbraio 2011   | Roberto Formigoni, Italo Bocchino, Clemente Mastella, Ignazio Marino, Peter Gomez, Nicola Porro                                                                                              | 983 000        | 12,86% | [ 59 ] |
| 19      | Moralisti all'attacco          | 11 febbraio 2011  | Maurizio Paniz, Roberto Castelli, Debora Serrachiani, Giulia Innocenzi, Maurizio Belpietro, Luca Telese, Maria Giovanna Maglie e intervista a Simona Ventura                                 | 986 000        | 12,59% | [ 61 ] |
| 20      | Fuga da casa                   | 18 febbraio 2011  | Alfredo Mantovano, Matteo Salvini, Bruno Tabacci, Pancho Pardi, Oscar Giannino, Maria Giovanna Maglie, Antonello Caporale, Daniele Marantelli, Carmelo Briguglio                             | 584 000        | 6,41%  | [ 63 ] |
| 21      | Sabbie mobili                  | 25 febbraio 2011  | Paolo Romani, Magdi Cristiano Allam, Bruno Manfellotto, Nicola Porro, Alfredo Mantovano, Roberto Cota, Roberta Pinotti, Giulietto Chiesa                                                     | 782 000        | 11,32% | [ 66 ] |
| 22      | Il colore della giustizia      | 4 marzo 2011      | Fabrizio Cicchitto, Andrea Orlando, Francesco Storace, Benedetto Della Vedova, Maurizio Belpietro, Gad Lerner                                                                                | 914 000        | 11,99% | [ 68 ] |
| 23      | Pezzi d'Italia                 | 11 marzo 2011     | Maurizio Gasparri, Livia Turco, Francesco Speroni, Carmelo Briguglio, Vittorio Feltri, Peter Gomez                                                                                           | 466 000        | 6,26%  | [ 70 ] |
| 24      | L'ora di Gheddafi              | 18 marzo 2011     | | 603 000        | 7,68%  |        |
| 25      | Senza pace                     | 25 marzo 2011     | Roberto Formigoni, Paola Concia, Beatrice Lorenzin, Oliviero Diliberto, Oscar Giannino, Giulia Innocenzi, Vittorio Sgarbi                                                                    | 681 000        | 10,13% | [ 73 ] |
| 26      | Fora di ball                   | 1º aprile 2011    | Anna Maria Bernini, Matteo Renzi, Matteo Salvini, Paolo Ferrero, Raffaele Lombardo, Maurizio Belpietro, Luca Telese, Maria Giovanna Maglie, Carmelo Briguglio                                | 754 000        | 9,61%  | [ 75 ] |
| 27      | Alto mare                      | 8 aprile 2011     | Daniela Santanchè, Flavio Tosi, Nicola Porro, Roberto Giachetti, Pancho Pardi, Peter Gomez, Franco Bechis                                                                                    | 538 000        | 7,68%  | [ 77 ] |
| 28      | Berlusconi lascia o raddoppia? | 15 aprile 2011    | Gaetano Quagliariello, Roberto Cota, Maurizio Belpietro, Italo Bocchino, Roberta Pinotti, Gianni Barbacetto, Ilaria D'Amico                                                                  | 581 000        | 9,40%  | [ 79 ] |
| 29      | Vite precarie                  | 22 aprile 2011    | Nunzia De Girolamo, Mario Giordano, Carolina Lussana, Massimo Corsaro, Giuseppe Civati, Maurizio Zipponi, Giulia Innocenzi, Franco Giordano                                                  | 719 000        | 11%    | [ 81 ] |
| 30      | Le ultime bombe di Silvio      | 29 aprile 2011    | Gabriele Albertini, Luca Zaia, Nicola Porro, Francesco Storace, Francesco Boccia, Benedetto Della Vedova, Bruno Tabacci, Luca Telese                                                         | 645 000        | 7,94%  | [ 83 ] |
| 31      | Voto politico                  | 13 maggio 2011    | Giulia Innocenzi, David Parenzo, Nicola Porro, Peter Gomez, Gianluigi Nuzzi, Maria Giovanna Maglie                                                                                           | 941 000        | 5,72%  | [ 85 ] |
| 32      | La sberla                      | 20 maggio 2011    | Maurizio Lupi, Maurizio Gasparri, Flavio Tosi, Sergio Chiamparino, Carmelo Briguglio, Franco Giordano, Mario Staderini                                                                       | 472 000        | 7,05%  | [ 87 ] |
| 33      | L'ultima parola                | 27 maggio 2011    | Mariastella Gelmini, Matteo Salvini, Nicola Latorre, Oliviero Diliberto | 1 021 000      | 5,81%  | [ 89 ] |
| Media   | Media                          | Media             | Media | 772 469        | 9,54%  |        |

### Terza edizione
Il programma cambio lo studio con l'introduzione del pubblico giovane partecipante e con interventi della società civile in studio. Paragone introduce le puntate cantando una canzone con la chitarra. I servizi sono firmati da Emilia Brandi, Caris Vanghetti, Giulia Cazzaniga, Stefania Ciocie, Giuseppe Ciulla, Giorgia Fargion, Alessio Lasta, Monica Raucci, Vittorio Romano. Non vengono più proposti sondaggi.
| Puntata | Puntata                                  | Messa in onda     | Ospiti | Telespettatori | Share  | Fonte   |
| ------- | ---------------------------------------- | ----------------- | --- | -------------- | ------ | ------- |
| 1       | L'Italia s'è rotta "speciale"            | 16 settembre 2011 | Antonio Di Pietro, Roberto Formigoni, Maurizio Landini, Alessandro Sallusti, Matteo Salvini e intervista a Terry De Nicolò | 1 578 000      | 6,98%  | [ 92 ]  |
| 2       | Tana liberi tutti                        | 23 settembre 2011 | Ignazio La Russa, Oscar Giannino, Gianni Barbacetto, Luca Palamara                                                         | 721 000        | 10,49% | [ 94 ]  |
| 3       | Letterine: se le cantano e se le suonano | 30 settembre 2011 | Gianfranco Rotondi, Bruno Tabacci, Giorgio Airaudo, Maurizio Belpietro                                                     | 756 000        | 10,49% | [ 96 ]  |
| 4       | Politici, ora basta!                     | 7 ottobre 2011    | Daniela Santanchè, Pietrangelo Buttafuoco, Maurizio Landini, Attilio Fontana, Maurizio Zamparini, Luigi Furini             | 677 000        | 9,59%  | [ 98 ]  |
| 5       | Rivoluzioni in corso                     | 14 ottobre 2011   | Debora Serracchiani, Gilberto Oneto, Laura Ravetto, Santo Versace, Renato Farina                                           | 620 000        | 7,84%  | [ 100 ] |
| 6       | Buonanotte all'Italia                    | 21 ottobre 2011   | Antonio Di Pietro, Adolfo Urso, Giorgio Cremaschi, Giorgio Stracquadanio, Pierluigi Magnaschi                              | 768 000        | 10,23% | [ 102 ] |
| 7       | Frana tutto                              | 28 ottobre 2011   | Beatrice Lorenzin, Flavio Tosi, Francesco Boccia, Oscar Giannino, Paolo Cirino Pomicino                                    | 846 000        | 10,97% | [ 104 ] |
| 8       | "Il Digestivo. Poi il conto, grazie"     | 4 novembre 2011   | Maurizio Paniz, Paolo Ferrero, Vittorio Feltri, Antonello Caporale, Jacopo Morelli, Massimo Fini                           | 876 000        | 9,46%  | [ 106 ] |
| 9       | Il lungo addio                           | 11 novembre 2011  | Alessandra Ghisleri, Gabriele Albertini, Giulietto Chiesa, Loris Mazzetti, Massimo Cacciari                                | 962 000        | 12,28% | [ 108 ] |
| 10      | La Repubblica delle banche               | 18 novembre 2011  | Giuseppe Civati, Laura Ravetto, Mario Spreafico, Oliviero Diliberto, Massimo Fini                                          | 748 000        | 8,97%  | [ 110 ] |
| 11      | L'arroganza del potere                   | 25 novembre 2011  | Matteo Salvini, Elio Veltri, Giorgio Cremaschi, Marco Cobianchi                                                            | 822 000        | 9,38%  | [ 112 ] |
| 12      | Si salvi chi può                         | 3 dicembre 2011   | Oscar Giannino, Fausto Bertinotti, Peter Gomez (servizio),                                                                 | 598 000        | 8,21%  | [ 114 ] |
| 13      | Far finta di essere sani                 | 9 dicembre 2011   | Francesco Boccia, Marco Lillo, Giuseppe Bortolussi, Flavio Tosi, Lara Comi                                                 | 665 000        | 10,28% | [ 116 ] |
| 14      | La partita truccata                      | 13 gennaio 2012   | Peter Gomez (servizio), Mariastella Gelmini, Gianni Fava, Alberto Goffi, Sergio Chiamparino, Eugenio Benetazzo             | 815 000        | 10,77% | [ 118 ] |
| 15      | L'Italia degli inchini                   | 20 gennaio 2012   | Roberto Formigoni, Michele Emiliano, Gianluca Pini, Gianni Barbacetto, Mario Moretti Polegato, Marco Alfieri               | 693 000        | 8,06%  | [ 120 ] |
| 16      | L'Italia avvelenata                      | 27 gennaio 2012   | Maurizio Landini, Lauro Ravetto, Paola De Micheli                                                                          | 850 000        | 9,76%  | [ 122 ] |
| 17      | La monotonia                             | 3 febbraio 2012   | Pina Picierno, Massimo Corsaro, Giorgio Cremaschi, Gianluca Pini, Marco Damilano                                           | 655 000        | 7,55%  | [ 124 ] |
| 18      | Tu vuo' fa' l'americano                  | 10 febbraio 2012  | | 821 000        | 9,17%  |         |
| 19      | Mani pulite, venti anni dopo             | 17 febbraio 2012  | Peter Gomez, Alessandro Sallusti, Paolo Colonnello, Gaetano Pecorella, Gianluigi Nuzzi, Luca Palmara                       | 492 000        | 5,97%  | [ 127 ] |
| 20      | Cento di questi Monti                    | 24 febbraio 2012  | | 723 000        | 8,98%  |         |
| 21      | Tremitalia                               | 2 marzo 2012      | Guido Crosetto, Maurizio Belpietro, Flavio Tosi, Michele Emiliano                                                          | 870 000        | 10,98% | [ 130 ] |
| 22      | La rabbia                                | 9 marzo 2012      | Matteo Salvini, Daniela Santanchè, Paolo Ferrero, Enrico Morando, Giuseppe Bortolussi                                      | 805 000        | 10,82% | [ 132 ] |
| 23      | A muso duro                              | 16 marzo 2012     | Matteo Colaninno, Stefano Pedica, Nicola Porro, Laura Ravetto, Antonello Caporale                                          | 738 000        | 10,78% | [ 134 ] |
| 24      | La sfida                                 | 23 marzo 2012     | Paola De Micheli, Paolo Galassi, Maurizio Gasparri, Mario Giordano, Giorgio Airaudo, Paolo Ferrero                         | 800 000        | 11,20% | [ 136 ] |
| 25      | Cazzotti                                 | 30 marzo 2012     | Matteo Orfini, Guido Crosetto, Dario Galli, Gian Luca Galletti, Peter Gomez                                                | 795 000        | 11,08% | [ 138 ] |
| 26      | Soldi facili                             | 6 aprile 2012     | Giorgio Stracquadanio, Stefano Pedica, Igor Iezzi, Gianni Barbacetto, Mario Giordano, Gilberto Oneto                       | 1 164 000      | 15,13% | [ 140 ] |
| 27      | Figli di...                              | 13 aprile 2012    | Gianni Fava, Andrea Gibelli, Luigi Nuzzi, Francesco Boccia, Maurizio Zipponi                                               | 865 000        | 10,59% | [ 142 ] |
| 28      | Tutti contro tutti                       | 20 aprile 2012    | Attilio Fontana, Mauro Libè, Stefano Pedica, Massimo Corsaro, Paolo Galassi, Paolo Ferrero                                 | 818 000        | 9,53%  | [ 144 ] |
| 29      | La resistenza delle imprese              | 27 aprile 2012    | Giuseppe Civati, Giorgia Meloni, Gian Luca Galletti, Luigi Brugnaro, Giorgio Airaudo, Marco Cobianchi                      | 935 000        | 11,85% | [ 146 ] |
| 30      | La guerra dei disperati                  | 4 maggio 2012     | Beatrice Lorenzin, Antonio Misiani, Massimo Fini, Stefano Pedica, Alberto Goffi, Alessandro Plateroti                      | 996 000        | 12,96% | [ 148 ] |
| 31      | Boom boom boom                           | 11 maggio 2012    | Osvaldo Napoli, Paola De Micheli, Gianni Fava, Maurizio Zipponi, Peter Gomez, Giuseppe Bortolussi                          | 995 000        | 12,82% | [ 150 ] |
| 32      | Svalutation                              | 18 maggio 2012    | Benedetto Della Vedova, Oscar Giannino, Luigi Brugnaro, Giorgio Airaudo, Giulio Sapelli, Paolo Becchi                      | 774 000        | 10,11% | [ 152 ] |
| 33      | Cose pazzesche                           | 25 maggio 2012    | Guido Crosetto, Matteo Colaninno, Paolo Ferrero, Carlo Lottieri, Oliviero Beha, Paolo Barnard                              | 969 000        | 13,51% | [ 154 ] |
| 34      | Tutto trema                              | 1º giugno 2012    | Paola De Micheli, Nicola Porro, Daniela Santanchè, Giorgio Airaudo, Bruno Tinti, Paolo Galassi                             | 939 000        | 13,12% | [ 156 ] |
| Media   | Media                                    | Media             | Media | 827 625        | 10,29% |         |

#### L'autunno che verrà
Nel mese di luglio Rai 2 manda in onda due puntate speciali vista la situazione economica e politica del paese. Le due puntate speciali saranno inserite all'interno del ciclo "L'autunno che verrà".
| Puntata | Puntata          | Messa in onda  | Ospiti | Telespettatori | Share | Fonte   |
| ------- | ---------------- | -------------- | --- | -------------- | ----- | ------- |
| 1       | L'anno che verrà | 13 luglio 2012 | Daniela Santanchè, Francesco Boccia, Alessandro Plateroti, Rossella Giavarini, Giorgio Airaudo, Claudio Borghi Aquilini | 465 000        | 6,30% | [ 160 ] |
| 2       | Poveri noi       | 20 luglio 2012 | Roberto Maroni, Oscar Giannino, Paolo Barnard, Alessandra Ghisleri, Luca Fantacci                                       | 673 000        | 9,01% | [ 162 ] |
| Media   | Media            | Media          | Media | 569 000        | 7,65% |         |

### Quarta edizione
Per la quarta edizione, suggestionata dal periodo politico che l'Italia si apprestò ad affrontare, il talk show collezionò ottimi risultati in seconda serata, tanto da spingere la dirigenza di Rai 2 (Pasquale D'Alessandro prima, Angelo Teodoli poi) a trainare il programma in prima serata, anche se il direttore generale Luigi Gubitosi bocciò sempre la promozione. Con Teodoli il programma anticiperà la messa in onda alle ore 23. I servizi e i collegamenti erano firmati tra gli altri da Cristina Scanu, Alessio Lasta, Chiara Cazzaniga, Giulia Cazzaniga, Edoardo Di Lorenzo, Silvia Giacometti, Martina Proietti, Monica Raucci, Cristina Scanu. L'attore Paolo Hendel propose il suo CarCarlo Pravettoni dalla seconda puntata. Strisce satiriche furono riservate all'attore Rosario Lisma che interveniva con i suoi travestimenti con un monologo sull'attualità, seduto fra il pubblico, fin dalla prima puntata.
Il gruppo musicale degli « SkassaKasta » (vero nome LP Power 4et) è la band di supporto del programma, formata da un quartetto capitanato da Luca Pedroni alla chitarra, Paolo Frattini al basso, Marco Mengoni alla batteria, Luca Fraula alle tastiere (quest'ultimo non è accreditato nei titoli di coda); accompagna gli editoriali del conduttore Paragone e il brano introduttivo sempre diverso a inizio puntata.
Il 1º marzo del 2013 – vista la settimana post-elettorale  – il direttore di Rai 2 Angelo Teodoli manderà in prima serata la puntata de L'ultima parola, totalizzando un risultato superiore ai due milioni di telespettatori, risultato migliore a quello dei consueti telefilm.
| Puntata | Puntata                     | Messa in onda     | Ospiti | Telespettatori | Share  | Fonte   |
| ------- | --------------------------- | ----------------- | --- | -------------- | ------ | ------- |
| 1       | Lei non sa chi sono io      | 14 settembre 2012 | Paola De Micheli, Benedetto Della Vedova, Francesco Storace, Nicolò Bragazza, Emiliano Brancaccio, Claudio Messora, Giulia Barbieri | 620 000        | 8,52%  | [ 167 ] |
| 2       | Bugiardi e spreconi         | 21 settembre 2012 | Gianfranco Polillo, Alberto Goffi, Giulio Sapelli, Luca Telese, Massimo Garavaglia, Claudio Messora | 650 000        | 10,10% | [ 169 ] |
| 3       | Forchette e forconi         | 28 settembre 2012 | fra gli interventi del pubblico l'appello di Franco Bomprezzi | 783 000        | 11,36% | [ 171 ] |
| 4       | Loro rubano... e Monti gode | 5 ottobre 2012    | Luigi Brugnaro, Alberto Burgio, Piero Di Caterina, Michele Emiliano, Antonino Galloni, Marco Lillo, Giorgia Meloni, Claudio Messora, Beppe Scienza                                                                                      | 928 000        | 13,01% | [ 173 ] |
| 5       | Moriremo montiani           | 12 ottobre 2012   | Alberto Bagnai, Francesco Boccia, Giulio Cavalli, Paolo Ferrero, Myrta Merlino, Roberto Vassalle, Claudio Messora, Bruno Poggi | 1 008 000      | 14,22% | [ 175 ] |
| 6       | Rottamati                   | 19 ottobre 2012   | Don Andrea Gallo della Comunità San Benedetto, Giorgio Airaudo, Michele Boldrin, Antonino Galloni, Chicco Testa, Claudio Messora, Enrico Finzi, Bruno Poggi, Enrico Testa, Franco Zorzo                                                 | 844 000        | 11,33% | [ 177 ] |
| 7       | Leader In Fuga              | 26 ottobre 2012   | Giorgio Cremaschi, Paolo Galassi, Giulio Sapelli, Francesco Storace, Mauro Libè, Claudio Messora, Daniel Estulin | 1 049 000      | 14,15% | [ 179 ] |
| 8       | Rappresaglie                | 2 novembre 2012   | Giorgio Airaudo, Bruno Amoroso, Alberto Bagnai, Giulio Barbieri, Gabriele Albertini, Bruno Tabacci, Claudio Messora, Paola Musu | 628 000        | 7,47%  | [ 181 ] |
| 9       | Obama… o Banca              | 9 novembre 2012   | Paolo Barnard, Nicola Fratoianni, Claudio Borghi, Sara Biagiotti, Alessandro Plateroti, Stefano Saglia, Claudio Messora | 676 000        | 10,16% | [ 183 ] |
| 10      | NO!                         | 16 novembre 2012  | Monia Benini, Guido Crosetto, Gianni Dragoni, Gian Luca Galletti, Antonio Misiani, Francesco Raparelli, Francesco Storace, Claudio Messora, Enrico Mentana, Alessandro Sallusti                                                         | 700 000        | 7,85%  | [ 185 ] |
| 11      | Qualunquismo fiscale        | 23 novembre 2012  | Alberto Bagnai, Francesca Schianchi, Antonio Rizzo, Giorgio Stracquadanio, Paola De Micheli, Flavio Tosi, Claudio Messora | 750 000        | 10,31% | [ 187 ] |
| 12      | Aria di rivoluzione         | 30 novembre 2012  | Giorgia Meloni, Laura Puppato, Antonio Negri, Antonio Polito, Antonio Rizzo | 851 000        | 9,52%  | [ 189 ] |
| 13      | Smontato                    | 7 dicembre 2012   | Daniela Santanchè, Matteo Salvini, Giovanni Dosi, Mario Sechi | 895 000        | 11,85% | [ 191 ] |
| 14      | Cavoletti di Bruxelles      | 14 dicembre 2012  | Peter Gomez, Vittorio Feltri, Beatrice Lorenzin, Matteo Ricci, Claudio Borghi, Claudio Messora, Giulio Sapelli | 1 084 000      | 12,15% | [ 193 ] |
| 15      | Il ritorno del caimano      | 11 gennaio 2013   | Peter Gomez, Vittorio Feltri, Pier Ferdinando Casini, Giulio Tremonti, Antonio Di Pietro | 943 000        | 11,48% | [ 195 ] |
| 16      | Camere con lista            | 18 gennaio 2013   | Alessandra Morelli, Lara Comi, Michele Boldrin, Paolo Barnard, Mario Mauro, Paolo Ferrero | 660 000        | 8,47%  | [ 197 ] |
| 17      | Tutto a Monte               | 25 gennaio 2013   | Roberto Maroni, Nichi Vendola, Giorgia Meloni, Francesco Boccia, Edoardo Bennato, Filippo La Mantia, Antonio Rizzo, Beppe Scienza, Giansilvio Primavesi, Claudio Messora                                                                | 740 000        | 9,26%  | [ 199 ] |
| 18      | Un Monte di soldi finti     | 1º febbraio 2013  | Roberto Vassalle, Giulio Tremonti, Nicola Latorre, Benedetto Della Vedova, Claudio Messora, Andrea Romano, Mariastella Gelmini, Magdi Cristiano Allam                                                                                   | 759 000        | 9,72%  | [ 201 ] |
| 19      | Fratelli Coltelli           | 8 febbraio 2013   | Vittorio Sgarbi, Andrea Scanzi, Guido Crosetto, Giorgio Airaudo, Pietro Ichino, Michele Boldrin, Laura Ravetto, Alessia Mosca, Francesco Storace, Claudio Messora                                                                       | 898 000        | 11,90% | [ 203 ] |
| 20      | Poteri Malati               | 15 febbraio 2013  | Marco Pugliese, Giancarlo Porta, Renata Iannuzzi, Elisabetta Fatuzzo, Gianpiero Samorì, Marco Ferrando, Alfio Krancic, Cristina Scaletti, Luca Telese, Alessandro Sallusti, Mauro Libé, Maurizio Lupi, Matteo Salvini, Francesco Boccia | 518 000        | 8,06%  | [ 205 ] |
| 21      | Comanda Grillo              | 1º marzo 2013     | Giulio Tremonti, Stefano Fassina, Claudio Messora, Alberto Bagnai, Andrea Scanzi, Laura Ravetto, Giorgio Airaudo, Nicola Porro | 2 058 000      | 7,59%  | [ 206 ] |
| 22      | Il sangue dei vinti         | 8 marzo 2013      | Lara Comi, Massimo Mucchetti, Luca Telese, Mario Adinolfi, Claudio Borghi, Luigi Brugnaro Tobias Piller | 759 000        | 10,86% | [ 208 ] |
| 23      | La notte degli intrighi     | 15 marzo 2013     | Clemente Mastella, Licia Ronzulli, Giampiero Mughini, Giuseppe Cruciani, Michele Emiliano, Marina Terragni | 1 145 000      | 11,88% | [ 210 ] |
| 24      | …e ora pedala               | 22 marzo 2013     | Peter Gomez, Mariastella Gelmini, Andrea Romano, Matteo Salvini, Ivan Scalfarotto, Alessandro Sallusti, Tobias Piller, Loretta Napoleoni                                                                                                | 1 198 000      | 12,97% | [ 212 ] |
| 25      | Il grande caos              | 29 marzo 2013     | Mario Adinolfi, Lara Comi, Matteo Ricci, Maurizio Landini, Flavio Tosi, Alberto Bagnai, Oscar Giannino | 1 474 000      | 15,07% | [ 214 ] |
| 26      | Chi comanda?                | 5 aprile 2013     | Giorgio Merletti, Loretta Napoleoni, Giulietto Chiesa, Beatrice Lorenzin, Ivan Scalfarotto, Mario Giordano, Emiliano Brancaccio, Claudio Velardi                                                                                        | 1 074 000      | 10,96% | [ 216 ] |
| 27      | In Ginocchio                | 12 aprile 2013    | Nunzia De Girolamo, Matteo Richetti, Vittorio Sgarbi, Mario Adinolfi, Myrta Merlino, Paolo Ferrero, Roberto Snaidero, Massimo Colomban, Gianfranco Polillo                                                                              | 1 008 000      | 11,52% | [ 218 ] |
| 28      | La rissa                    | 19 aprile 2013    | Oscar Giannino, Giulio Sapelli, Giuseppe Cruciani, Fabrizio Rondolino, Clemente Mastella, Matteo Ricci, Andrea Scanzi, Loretta Napoleoni                                                                                                | 1 162 000      | 14,97% | [ 220 ] |
| 29      | Il Club Letta               | 26 aprile 2013    | Licia Ronzulli, Massimo Mucchetti, Gennaro Zezza, Giorgio Cremaschi, Roberto Brugnaro, Vittorio Sgarbi, Mario Giordano, Luca Telese, Myrta Merlino, Francesco Baccini, Andrea Rivera                                                    | 946 000        | 10,44% | [ 222 ] |
| 30      | Vittime e Carnefici         | 3 maggio 2013     | Alessia Mosca, Daniela Santanchè, Alessandro Plateroti, Udo Gumpel, Claudio Borghi, Peter Gomez, Maurizio Zipponi, Angela Azzaro | 1 097 000      | 11,57% | [ 224 ] |
| 31      | Fatevi benedire             | 10 maggio 2013    | Vittorio Feltri, Laura Ravetto, Cesare Damiano, Andrea Scanzi, Maurizio Landini, Oscar Giannino, Giorgio Merletti | 1 093 000      | 11,99% | [ 226 ] |
| 32      | Lavori e Lavoretti          | 17 maggio 2013    | Lara Comi, Sandro Gozi, Fabrizio Rondolino, Marco Cobianchi, Sandra Amurri, Enrico Bertolino, Federico Grom, Alberto Burgio | 946 000        | 10,16% | [ 228 ] |
| 33      | I Precari dell'Euro         | 24 maggio 2013    | Angela Azzaro, Loretta Napoleoni, Benedetto Della Vedova, Michel Martone, Myrta Merlino, Massimo Mucchetti, Antonio Maria Rinaldi | 808 000        | 8,99%  | [ 230 ] |
| 34      | Senza Futuro                | 31 maggio 2013    | Paolo Becchi, Filippo Facci, Laura Ravetto, Peter Gomez, Giulia Innocenzi, Cesare Damiano, Claudio Borghi, Michele Boldrin, Giulio Sapelli                                                                                              | 881 000        | 10%    | [ 232 ] |
| 35      | Senza Soldi                 | 7 giugno 2013     | Paolo Becchi, Giorgio Airaudo, Giampiero Mughini, Renata Polverini, Paola De Micheli, Oscar Giannino, Massimo Colomban, Matteo Renzi, Walter Passerini, Antonio Maria Rinaldi                                                           | 814 000        | 9,69%  | [ 234 ] |
| 36      | Le Ultime Parole            | 14 giugno 2013    | Luca Telese, Daniela Santanchè, Francesco Boccia, Vittorio Sgarbi, Mario Sechi, Aurora Lussana, Antonio Di Pietro, Dimitri Deliolanes, Vinicio Peluffo, Massimo Cacciari                                                                | 759 000        | 9,52%  | [ 236 ] |
| Media   | Media                       | Media             | Media | 922 389        | 10,81% |         |